# Султанка
Султа́нка, или султа́нская ку́рица (лат. Porphyrio porphyrio) — околоводная птица семейства пастушковых с ярким сине-голубым оперением. Распространена в восточном полушарии от Европы и Африки до Австралии и Новой Зеландии, главным образом в тропическом и субтропическом климате. На территории России гнездится лишь на западном побережье Каспия к северу до дельты Волги. Населяет берега болот, некрупных озёр и морских заливов с густыми зарослями тростника, осоки или рогоза, где скрытно проводит большую часть жизни. Питается различными частями водных растений, а также в незначительной степени улитками, рачками, насекомыми, икрой рыб и лягушек. Размножается отдельными парами или коммунальными группами, в кладке обычно 3—5 яиц. Во внегнездовой период в Африке образует стаи до 12, а в Индии и Новой Зеландии от 50 до нескольких сотен особей.

## Описание

### Внешний вид
Крупный пастушок — размером почти с тетерева-косача, телосложением и окраской напоминает камышницу, однако гораздо более крупную и ярко-раскрашенную. Длина 45—50 см, размах крыльев 90—100 см. Окраска заметно отличается у множества разнообразных форм, распространённых на очень большой территории, однако общим для всех них остаются участки зеленовато-голубого оперения. Часть подвидов, такие как мадагаскарский, иногда описываются в качестве самостоятельных видов. У европейских форм оперение сине-лазоревое, местами фиолетовое, у африканских и южно-азиатских спина зелёная, у австралийских и индонезийских голова и спина чёрные, у филиппинских спина коричневая, а остальное оперение светло-голубое (подробнее см раздел «Подвиды»). Общие для всех подвидов характеристики — ярко-красный высокий массивный клюв, в области лба переходящий в такую же красную кожистую бляшку, красные либо розовые длинные ноги с длинными пальцами без перепонок, а также белое подхвостье. Зимой клюв немного бледнеет, приобретая розовый оттенок, однако бляшка остаётся красной. У молодых птиц оперение более тусклое, с оттенками серого.

### Голос
Шумная птица, обладает громким голосом и обширным репертуаром. Особенно активна в тёмное время суток, когда звуки, издаваемые несколькими возбуждёнными птицами, могут слиться во всеобщий хор. Часто издаёт низкий протяжный крик, в литературе интерпретируемый как своеобразный стон или мычание, повторяемое несколько раз подряд. Нередко такой крик заканчивается серией трубных хриплых звуков. Другой крик — резкая, иногда пронзительная, трескучая трель, выполняемая на одной ноте с разной интенсивностью. При общении издаёт тихое пощёлкивание.

## Распространение

### Ареал
Область распространения — от Южной Европы и Африки к востоку до тихоокеанских островов Самоа и Чатем. В Европе и Северной Африке ареал очень разрозненный — в настоящее время лишь отдельные гнездовые участки отмечены на крайнем юге Пиренейского полуострова, на юге Франции, в Сардинии, на юге Турции, Марокко, Алжире, Тунисе и Египте. Отдельная популяция имеется в районах, прилегающих к западному побережью Каспийского моря, в том числе на территории России — в Дагестане и Калмыкии. В Европе птица ранее обитала на большей территории, включая значительной части Португалии к северу до Коимбры, материковой Италию, некоторых островах Эгейского моря, в России в устье Урала и долине Терека.
Основной ареал находится в более южных широтах — Африке южнее Сахары, Мадагаскаре, тропической Азии и Австралазии, включая Австралию и Новую Зеландию. Почти везде оседла, однако в ряде регионов при неблагоприятных погодных условиях откочёвывает на более подходящие водоёмы. Гнездящиеся севере Каспия султанки перемещаются на небольшое расстояние к югу на ближайшие незамерзающие водоёмы. Обитающие на болотах Андалусии птицы на время засухи на ногах переходят на близлежащее морское побережье. Перемещения подобного рода отмечены во многих районах юго-западной Европы, Сардинии, Африки, Индии, Пакистане, Австралии. В последней султанки регулярно пересекают Торресов пролив между северной оконечностью Австралии и Новой Гвинеей. В Гамбии птицы встречаются часто, но только во внегнездовой период. Кроме того, известны случайные залёты в Центральную Европу, Ближний Восток, Кипр, пустынные районы Африки и остров Пемба. Вид склонен к широкой дисперсии, или рассеиванию на любые подходящие места обитания — этим объясняется его широкое распространение в мире. В суровые зимы северные каспийские популяции резко сокращаются, однако в последующие тёплые зимы их численность быстро восстанавливается за счёт птиц, обитающих южнее.

### Местообитания

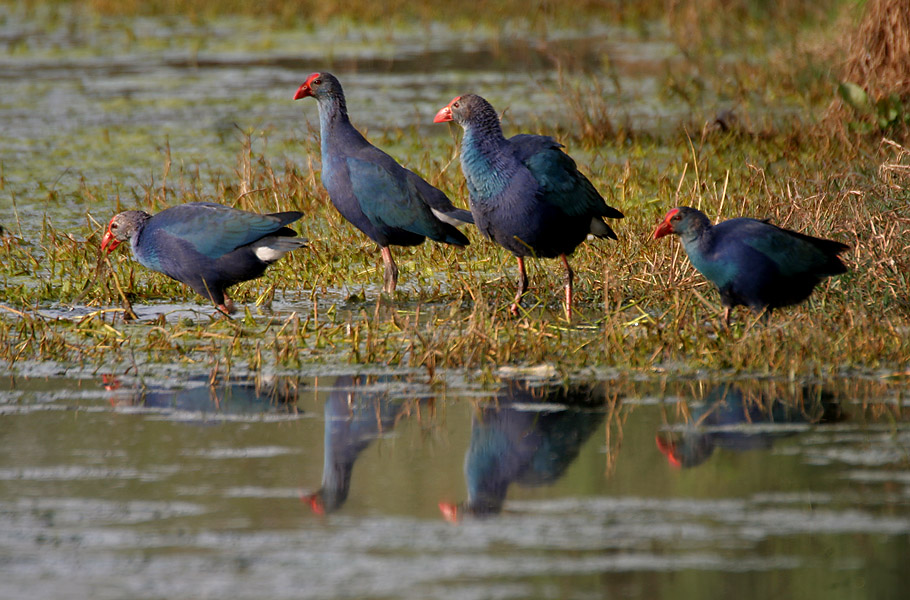
Султанки обитают на заросших берегах водоёмов со стоячей или медленно текущей водой

Населяет заросшие берега кустарниковых болот, озёр, медленно текущих рек и тенистых морских затонов с пресной или солоноватой водой. Быстротекущих потоков избегает. Держится в густых и труднопроходимых зарослях торчащих из воды растений — тростника, осоки, камыша, сыти или рогоза, подобно большой выпи легко карабкается по стеблям этих растений. Неплохо плавает, но на мелководных участках предпочитает передвигаться вброд, а на более глубоких по поверхности плавающих растений — заломах тростника или ковре из листьев кувшинок. Иногда встречается на зарастающих, эвтрофных водоёмах, в водоёмах с солёной или мутной водой, а также в Африке на временных разливах. Вблизи от природных биотопов посещает открытые пространства — рисовые поля, лужайки, сады, парки и лесные опушки. В местах пересечения ареала нередко разделяет место обитания с камышницей, но в отличие от неё по открытым участкам плавает неохотно. При беспокойстве человеком быстро взлетает, но летит недалеко — часто на расстояние до 10 м, после чего опускается обратно в заросли.

## Размножение

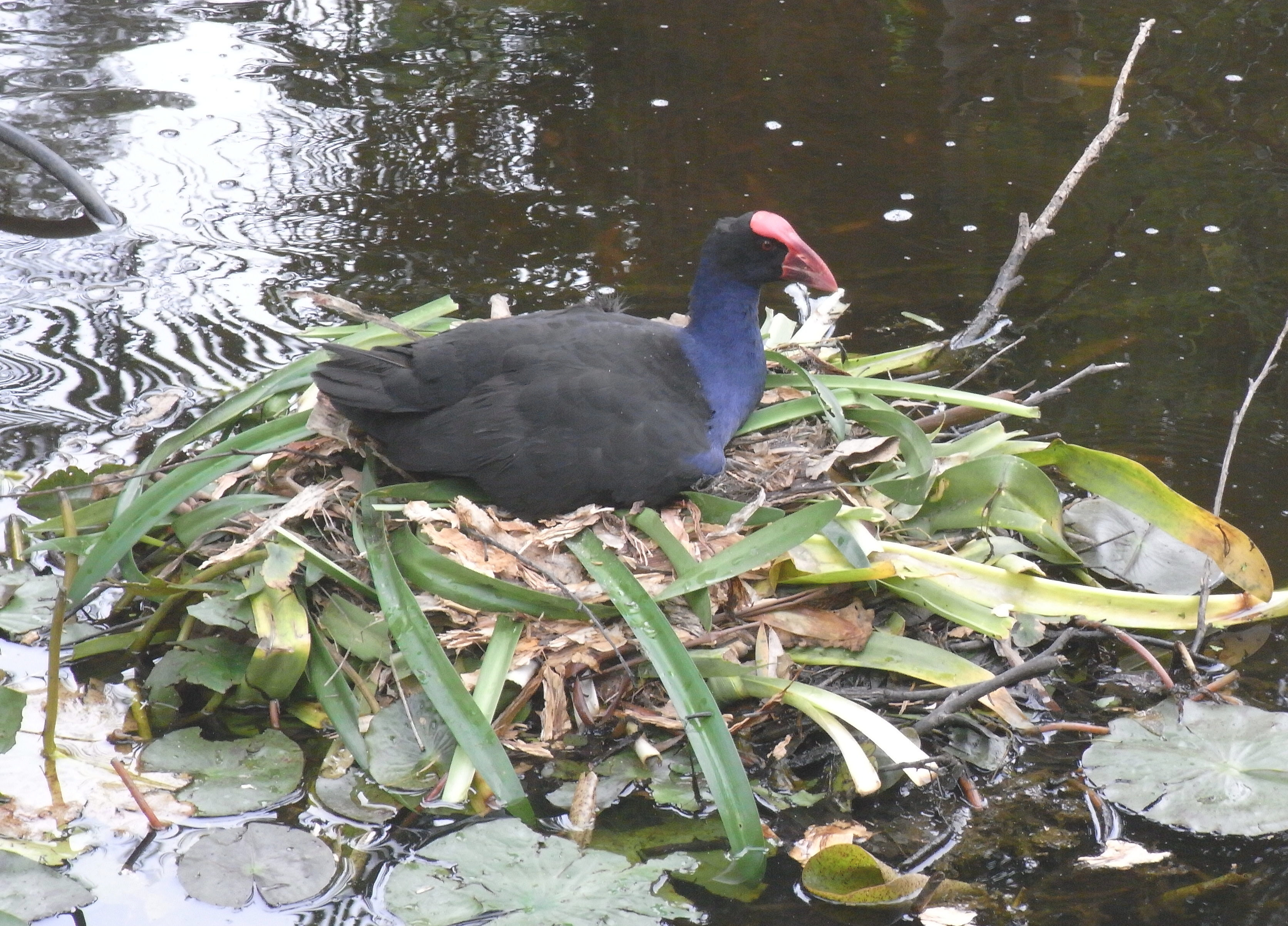
На гнезде

Гнездится обособленными парами или небольшими группами, состоящими из нескольких размножающихся самцов и самок, а также не принимающих участия в размножении, но помогающих в воспитании потомства молодых птиц. Такое коммунальное гнездование более типично для восточных подвидов, тогда как на западе ареала птицы преимущественно моногамны и территориальны. Период размножения сильно варьирует в разных климатических регионах. В полузасушливых его начало всегда связано с наступлением сезона дождей, на северной периферии с тёплой погодой. Гнездо несколько напоминает гнездо родственной лысухи, только немного крупнее — травянистая постройка, устраивается на воде с глубиной 30—120 см на заломе тростника или другой торчащей над поверхностью растительностью, либо в случае проточного водоёма на небольшом отдалении от неё на земляной кочке. Расположенное на воде, оно едва поднимается над её поверхностью, и как правило, хорошо спрятано в окружающей густой растительности.

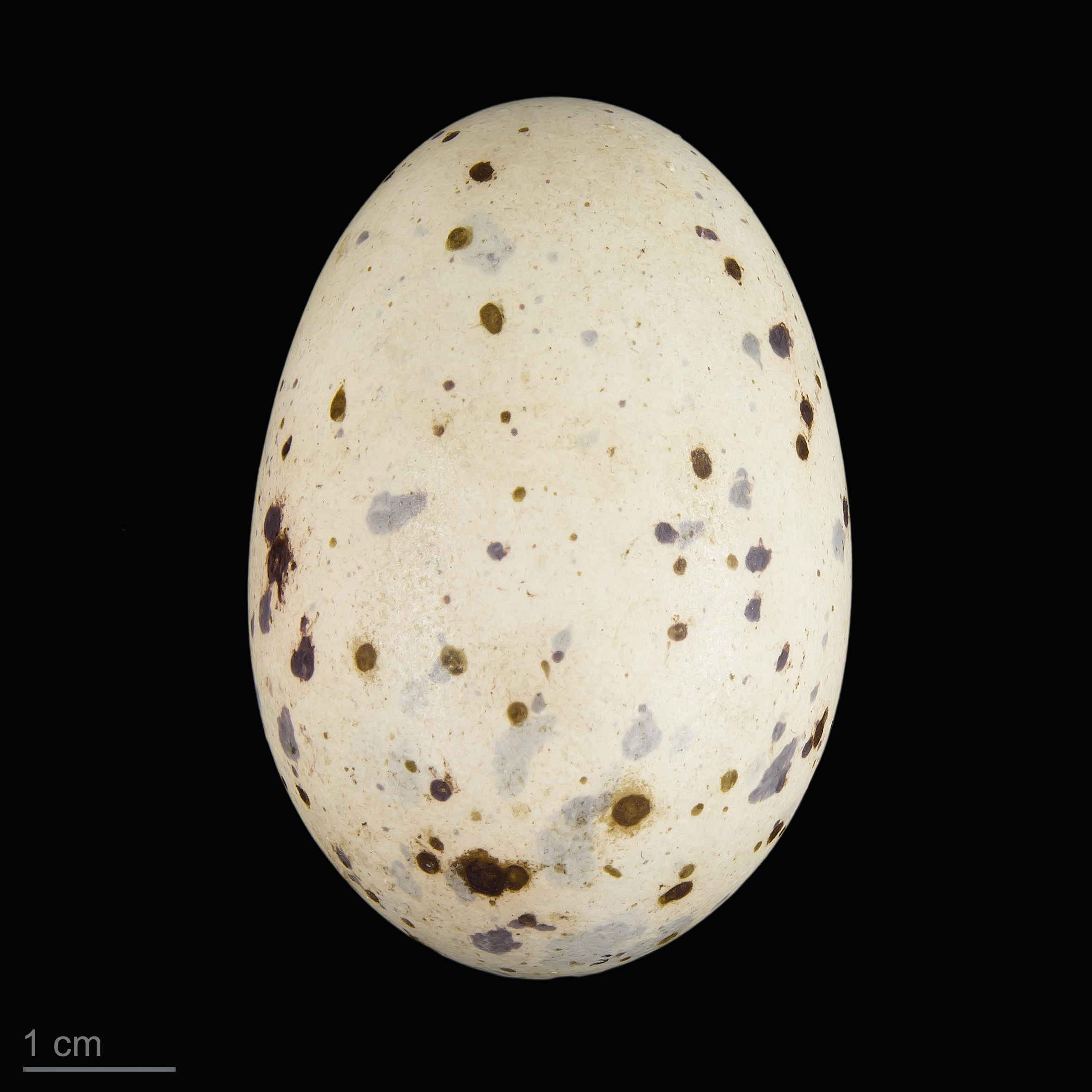
Яйцо султанки (Тулузский музей)

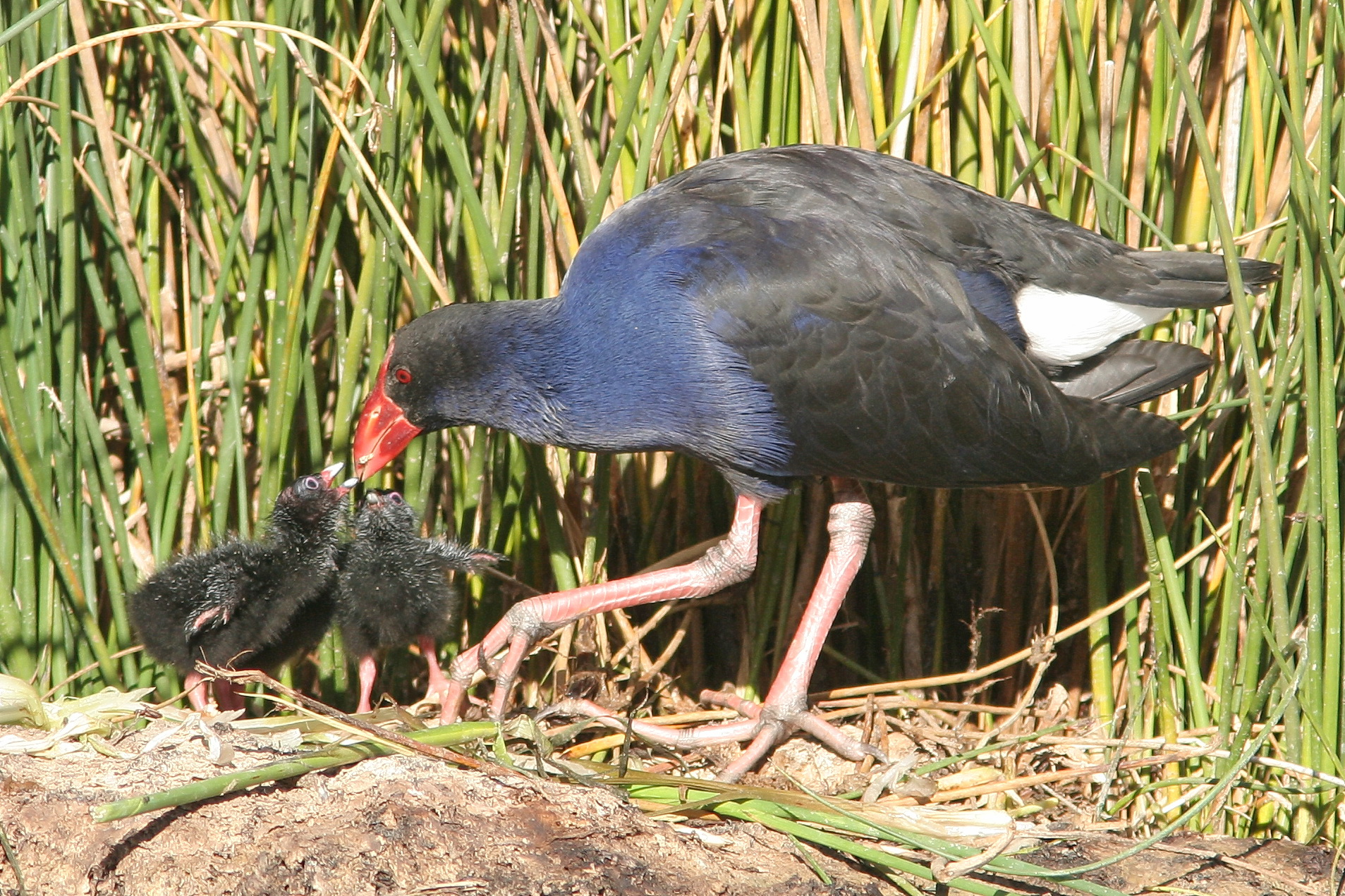
С пуховыми птенцами

Обустройством занимаются оба члена пары, при этом самец часто добывает материал, а самка укладывает его на место. В случае коммунального гнездования в одно и то же гнездо могут отложить сразу несколько самок. Кладка из 2—7, чаще 3—5 яиц, отложенных с суточным интервалом. Они имеют блестящую скорлупу, светло-кремовый фон и разной величины красновато-бурые, сиреневые или серые пятна по всей поверхности. Размеры яиц (49—60) х (33—40) мм. Насиживают оба члена пары в течение 23—35 дней, большую часть времени в гнезде проводит курочка. Когда она хочет, чтобы самец подменил её, то подзывает его криком.
Птенцы полувыводкого типа, появляются на свет почти синхронно, при вылуплении покрыты густым чёрным пухом. Первое время они находятся в гнезде и по очереди выкармливаются обоими родителями, а также «помощниками» — негнездящимися годовичками и иногда другими взрослыми птицами. Через несколько дней выводок покидает гнездо и распадается — часть птенцов следует за самцом, а другая за самкой. В возрасте около двух недель птенцы учатся самостоятельно добывать себе пищу, а предположительно через два месяца встают на крыло.

## Питание

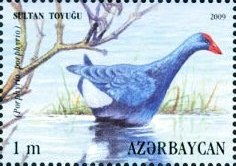
На почтовой марке Азербайджана

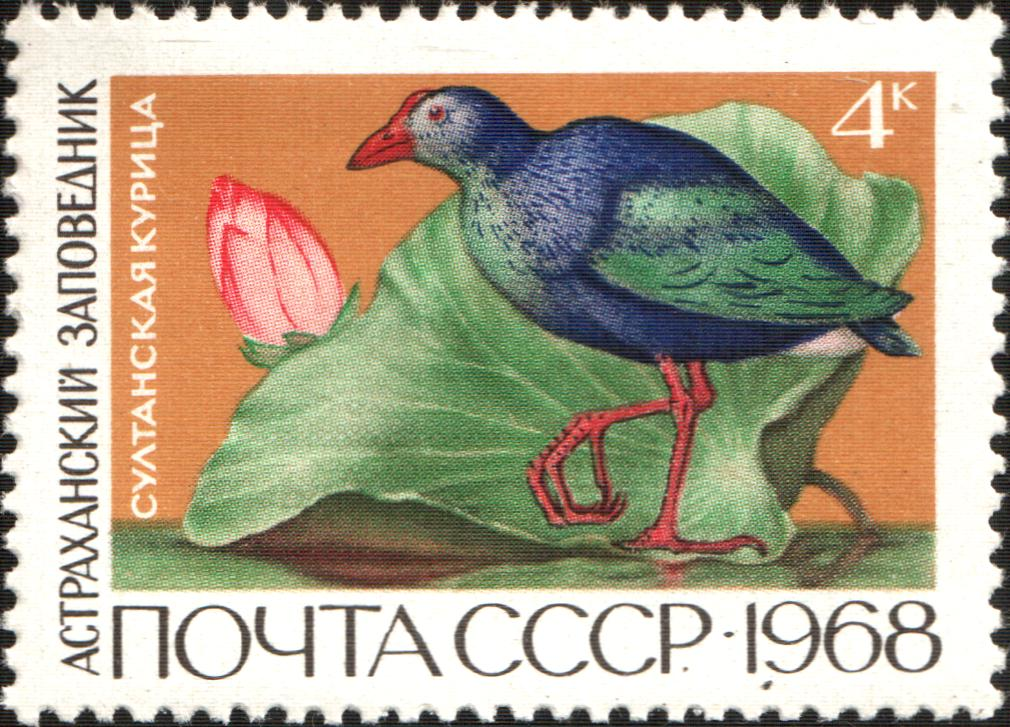
Марка СССР: Султанская курица и каспийский лотос (Астраханский заповедник). Серия: Фауна заповедников СССР

Основная пища — молодые зелёные побеги, листья, корневища, цветки и семена различных растений, в основном водных или околоводных — камыша, рогоза, тростника, риса, осоки, щавеля, горца, кувшинок, клевера, ежеголовника ветвистого (Sparganium ramosum), диоскореии и др. Животные корма составляют небольшую часть рациона, а например в Новой Зеландии попадают в пищу лишь случайно вместе с травами. Кормится насекомыми и их личинками (жуками, кузнечиками, клопами, мухами, комарами, бабочками), моллюсками, мелкими рачками (в том числе изоподами и бокоплавами), пиявками, икрой рыб и лягушек, ящерицами, мелкими змеями (в качестве примера называется молодой гадюковый уж). Иногда разоряет птичьи гнёзда, съедая яйца и птенцов, ловит мелких мышевидных грызунов, а также при недостатке другой пищи поедает падаль.
Кормится в гуще травы либо на мелководье, ловко передвигаясь сквозь заломы либо по ковру из плавающих растений и упавшим в воду стеблям. В поисках семян ловко взбирается на вершины тростника или камыша, клювом выдёргивает корневища вместе со стеблем. Иногда добывает пищу на открытых ландшафтах вблизи от водоёма, в том числе на заливных рисовых полях. Насекомых и других животных добывает, переворачивая клювом камешки или ковыряясь в прибрежном иле. Мелкую пищу проглатывает сразу; более крупную, такую как почки кувшинок или стебли камыша, зажимает в лапах и отрывает кусочками с помощью клюва. Наиболее активна в вечерние и ночные часы.

## Фото

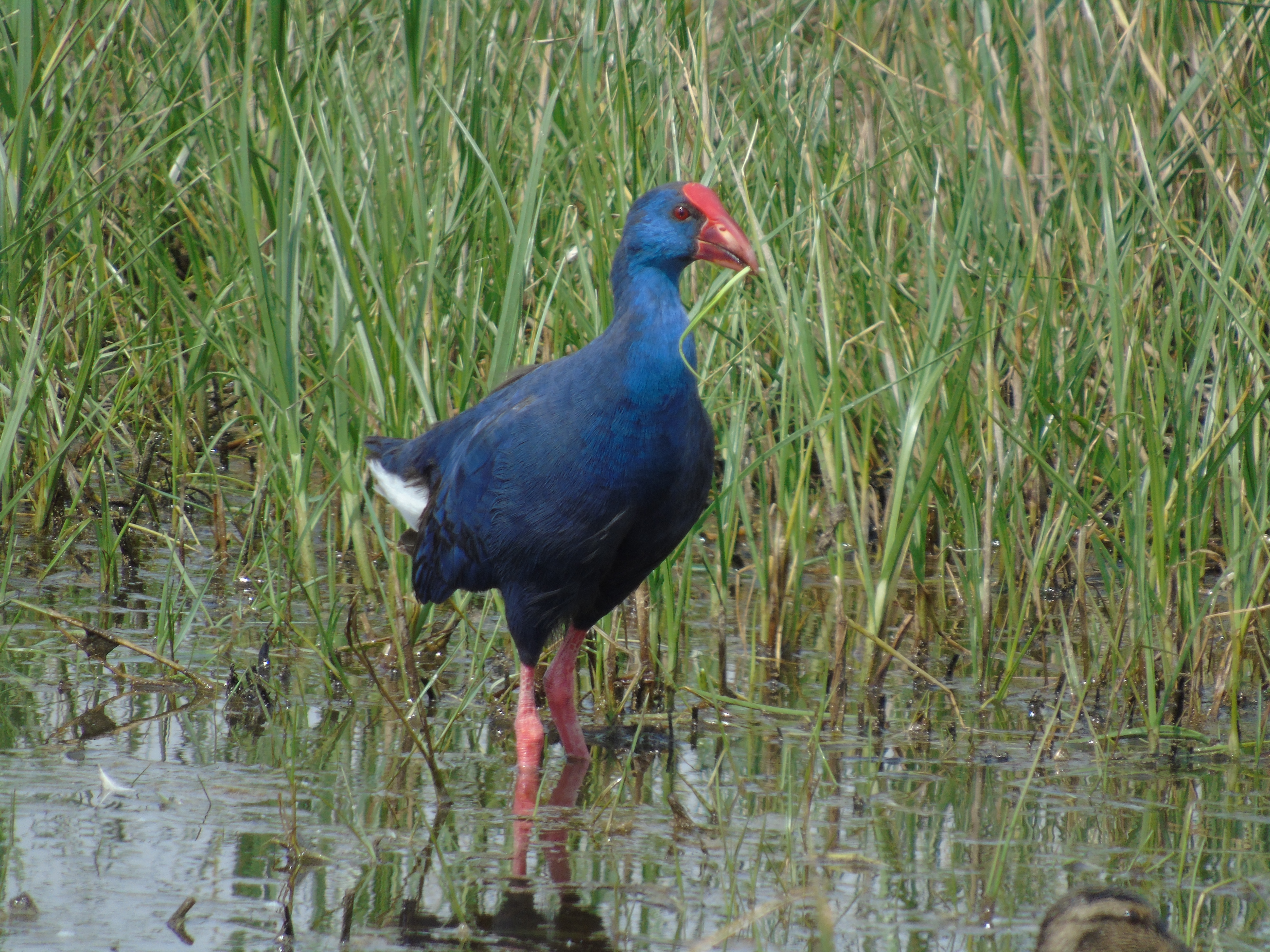
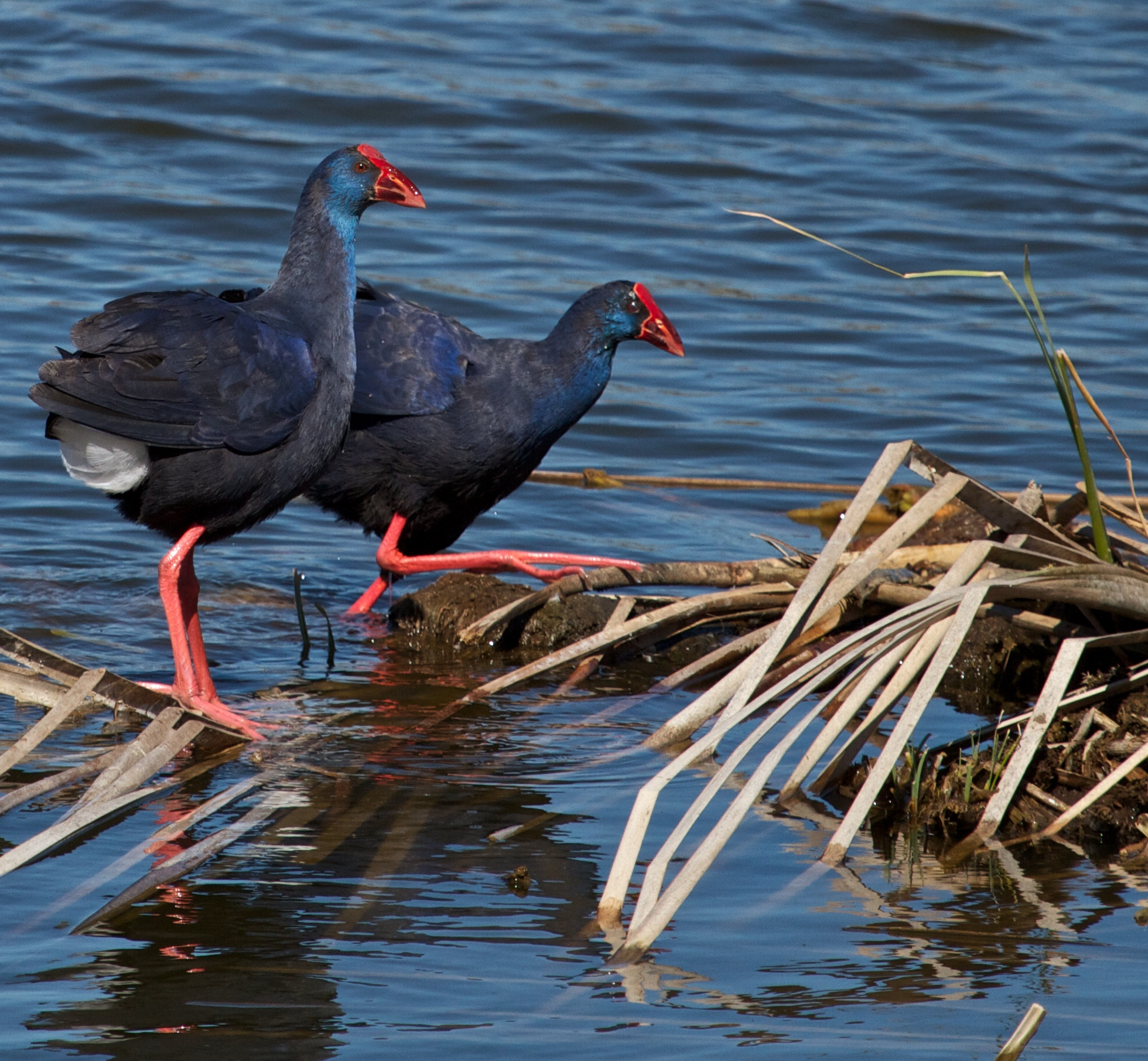
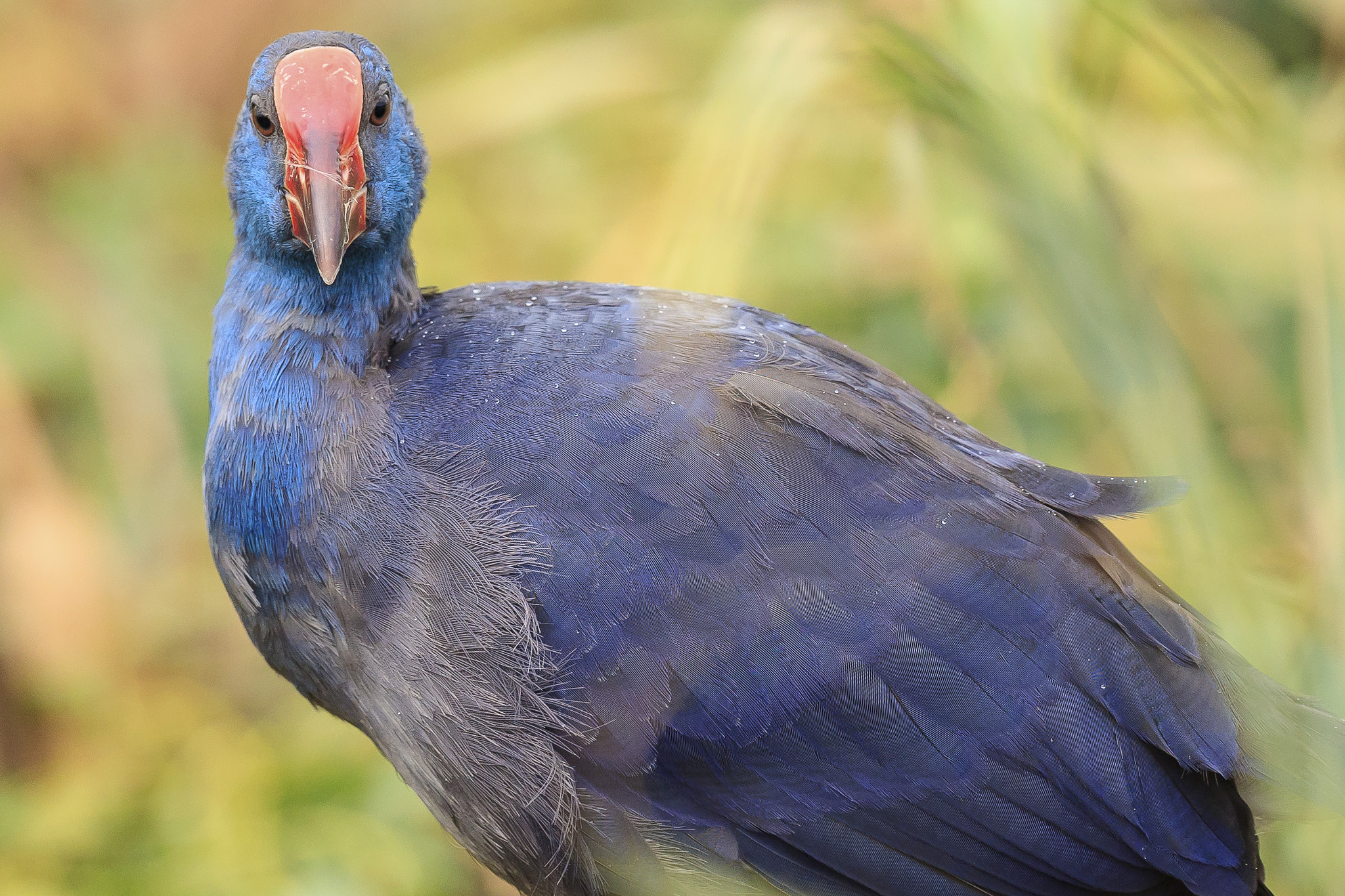
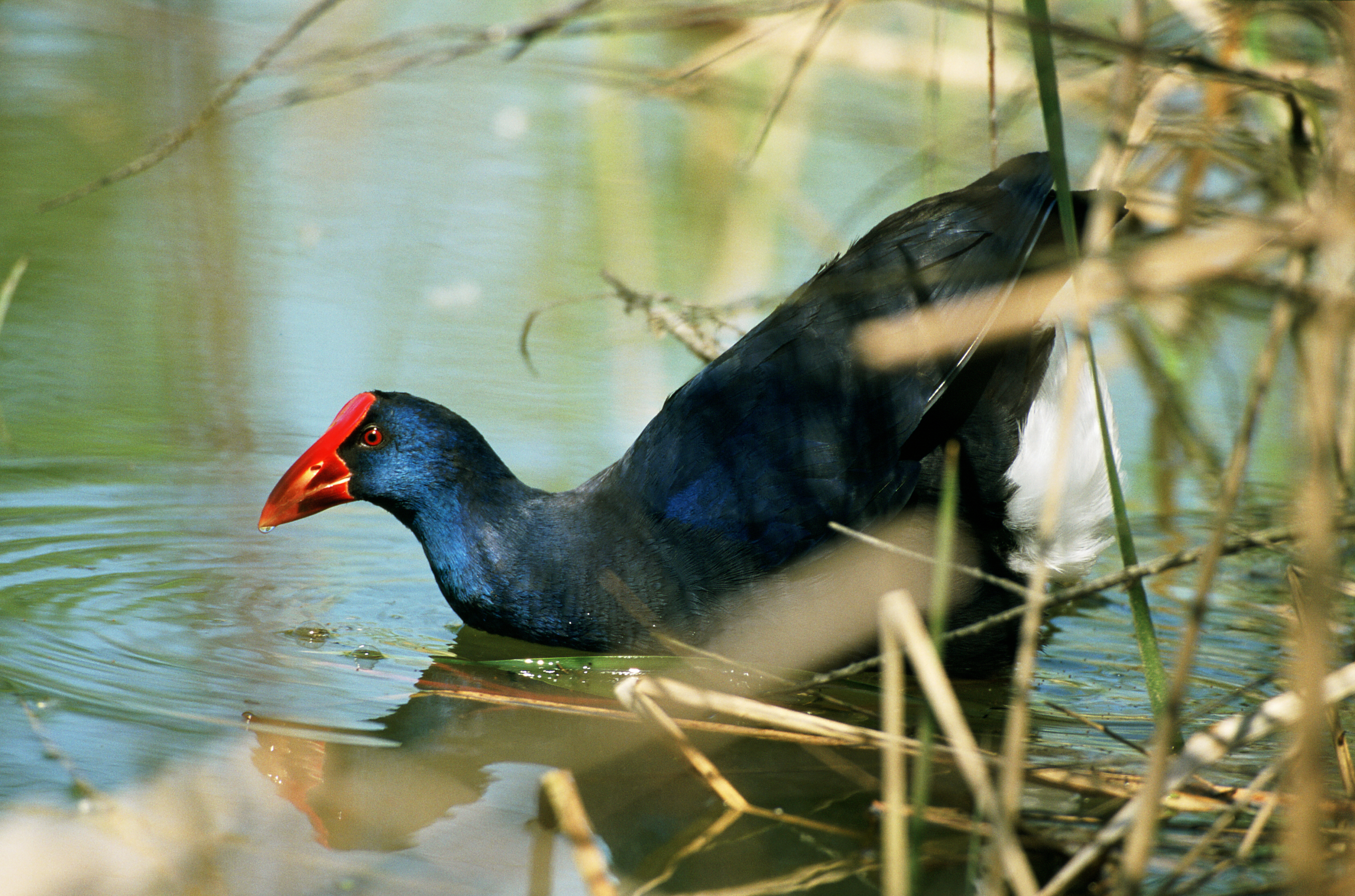
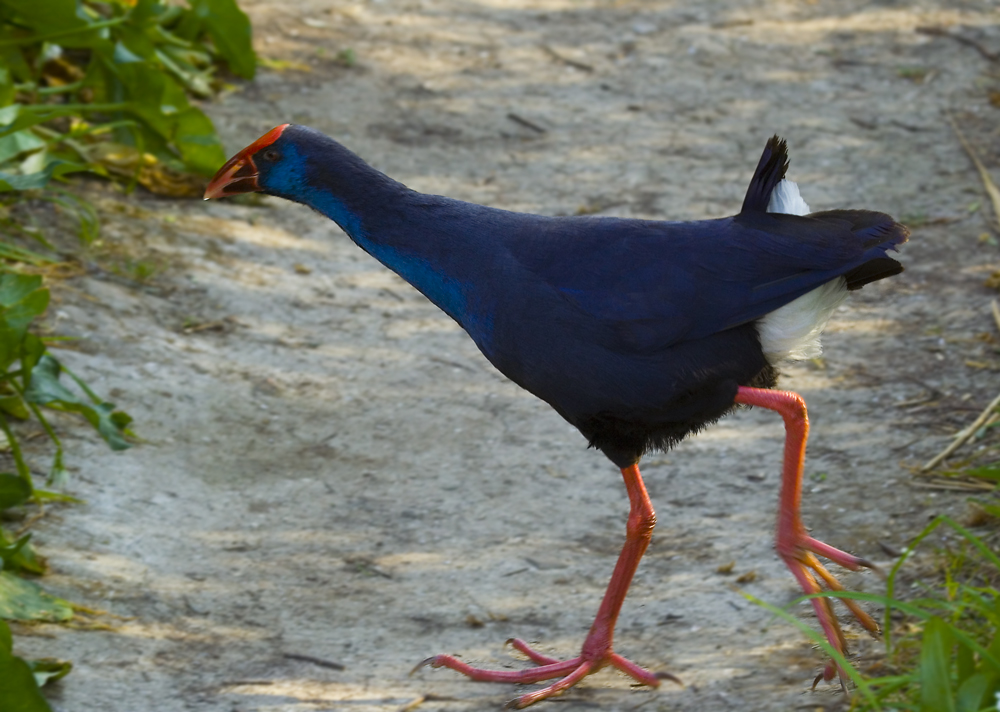
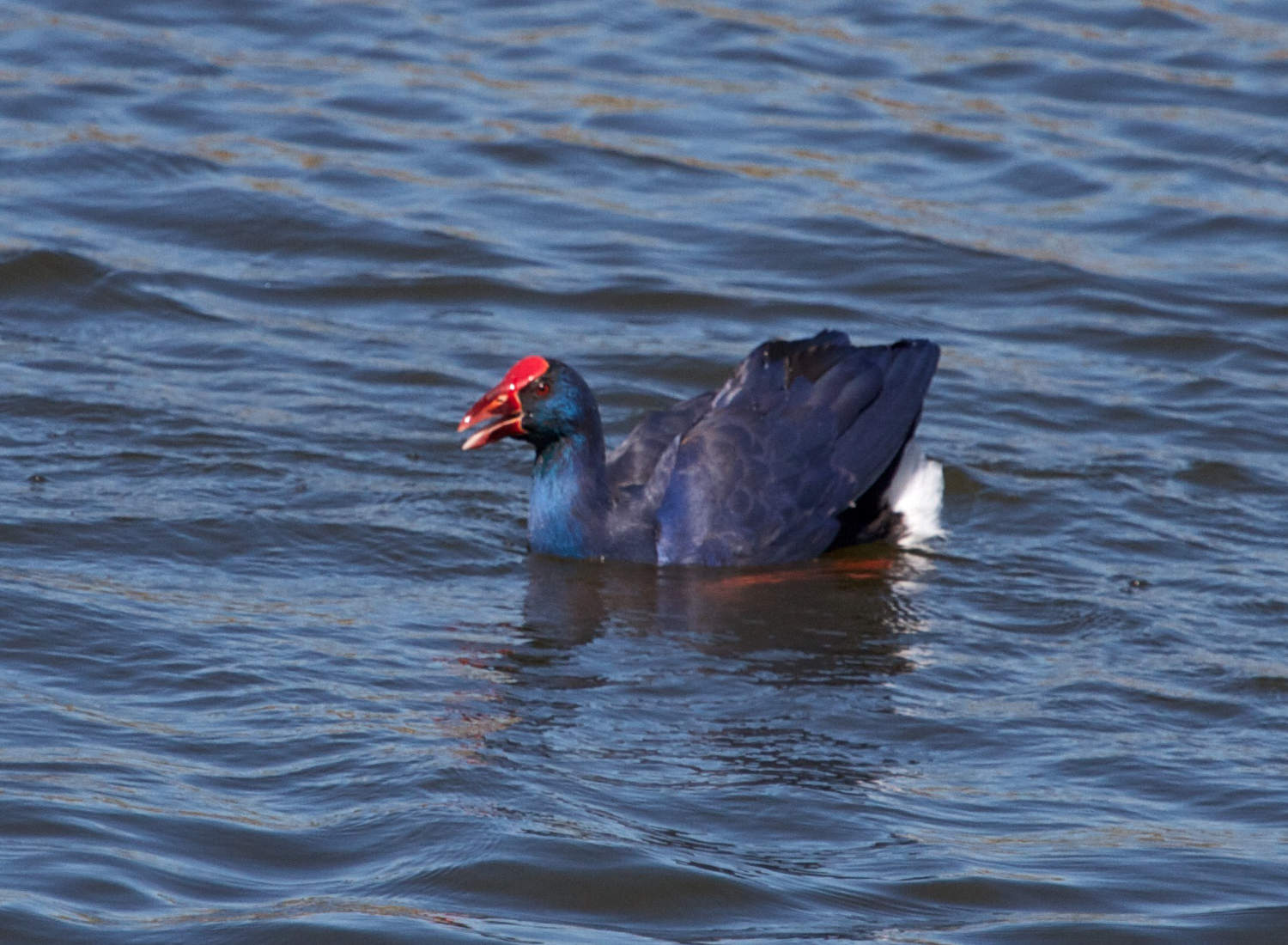